# Garrett County
Garrett County is de meest westelijke county van de Amerikaanse staat Maryland, vernoemd naar John W. Garrett, directeur van de Baltimore and Ohio Railroad.
De county heeft een landoppervlakte van 1.678 km² en telt 29.846 inwoners (volkstelling 2000). De hoofdplaats is Oakland.